# Francis Fukuyama

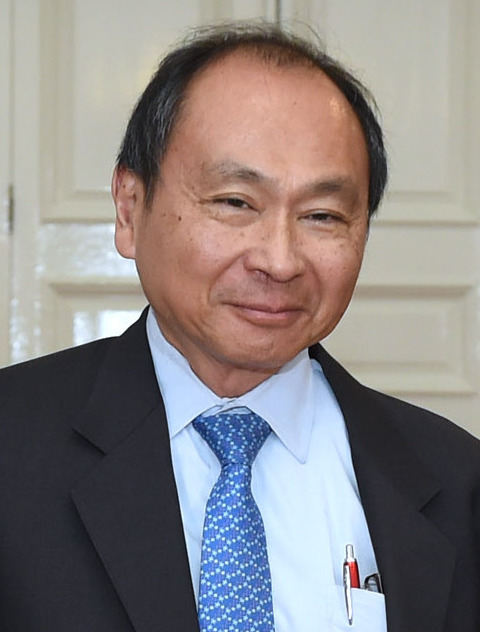
Fukuyama (2015)

Francis Yoshihiro Fukuyama (Chicago, 27 oktober 1952) is een Amerikaanse socioloog, politicoloog en filosoof. Zijn bekendste werken zijn The End of History and the Last Man (1992) en zijn twee boeken over politieke ontwikkeling The Origins of Political Order: From Prehuman Times to the French Revolution (2011) en Political Order and Political Decay: From the Industrial Revolution to the Globalisation of Democracy (2014).
Fukuyama is hoogleraar aan de faculteit politieke wetenschappen van de universiteit van Stanford. Aldaar is hij sinds 2010 ook hoofdonderzoeker bij het Freeman Spogli Institute for International Studies, directeur van het Center on Democracy, Development and the Rule of Law en onderwijsdirecteur van Ford Dorsey master's of International Policy. Voordien was hij hoogleraar en directeur van het internationale ontwikkelingsprogramma aan de School of Advanced International Studies van de Johns Hopkins-universiteit. Voorheen was hij hoogleraar aan de School of Public Policy van de George Mason-universiteit.

## Levensloop
Francis Fukuyama is geboren in Chicago in 1952, maar groeide op in New York. Zijn grootvader langs vaderlijke zijde was gevlucht voor de Russisch-Japanse oorlog van 1905 en was een ondernemer in Los Angeles tot hij werd geïnterneerd vanwege zijn Japanse afkomst tijdens de Tweede Wereldoorlog. Zijn vader, geboren in Los Angeles, werd congretionalistisch predikant en onderwees godsdienstwetenschappen in de Pennsylvania State University en daarna de Universiteit van Chicago. Zijn moeder was geboren in Kyoto in Japan en was de dochter van de eerste voorzitter van de Universiteit van Osaka en oprichter van het Departement Economie aan de Universiteit van Kyoto. Zij kwam in 1949 naar de Verenigde Staten. Hij heeft weinig connecties met de Japanse cultuur overgehouden en noemt zichzelf gewoon 'Amerikaan' i.p.v. 'Japans-Amerikaan' of 'Aziatisch-Amerikaan':
En ik dacht dat dat het Amerika was, dat ik had zien ontstaan na het burgerrechtentijdperk in de Verenigde Staten. Ik herinner me dat mijn vader me altijd vertelde: 'Als iemand zei: 'Waar kom je vandaan?' - dan moet je zeggen: 'Ik ben een Amerikaan, want een Amerikaan zijn heeft geen raciale connotatie.' Of je voorouders uit Japan komen, maakt niet uit.' En, weet je, dat is het soort Amerika waar ik bewondering voor had toen ik opgroeide, en ik dacht dat we het echt voor elkaar hadden gekregen.
Francis Fukuyama behaalde een bachelor klassieke talen aan Cornell-universiteit en studeerde o.a. politieke filosofie bij Allan Bloom, een professor die een grote invloed zou hebben op zijn denken en op de neoconservatieve beweging in het algemeen. Daarna ging hij naar Yale-universiteit om literatuurwetenschap te studeren - samen met deconstructionist Paul de Man - waarvan hij zei dat het "een soort intellectuele zijreis [was]." Vervolgens trok hij voor 6 maanden naar Parijs om bij Roland Barthes en Jacques Derrida te studeren, maar raakte gedesillusioneerd: 
Ik werd afgeschrikt door hun nihilistische idee van wat literatuur was. Het had niets te maken met de wereld. Ik kreeg zo'n afkeer van die hele overintellectuele benadering dat ik me in plaats daarvan op kernwapens richtte. 
In een interview in 2018 zei hij zelfs:
Ik besloot dat het totale onzin was. Ze huldigden een soort Nietzscheaans relativisme dat zei dat er geen waarheid is, geen argument dat superieur is aan enig ander argument. Toch waren de meesten van hen toegewijd aan een marxistische agenda. Dat leek volledig tegenstrijdig. Als je echt een moreel relativist bent, is er geen reden waarom je het nationaalsocialisme of de raciale superioriteit van de Europeanen niet zou bevestigen, want niets is meer waar dan iets anders. Ik vond het een failliete manier van werken en besloot het roer om te gooien en politicologie te gaan studeren.— 'What Follows the End of History? Identity Politics', The Chronicle of Higher Education, F. Fukuyama geïnterviewd door Evan Goldstein, 27 augustus 2018
Hij begon politieke wetenschappen te studeren in Harvard-universiteit - o.a. onder Samuel Huntington (wiens these van botsende beschaving tegenover Fukuyama's universalistisch liberalisme zou staan na de Koude Oorlog, hoewel Fukuyama altijd respect zou behouden voor zijn oudprofessor) en Harvey Mansfield - en zou in 1981 zijn doctoraat behalen met zijn these over Sovjet-beleid in het Midden-Oosten, waarover hij ook veel onderzoek deed bij RAND Corporation sinds 1979. In 1981 zou hij door Paul D. Wolfowitz - die een goede vriend van hem was tot een dispuut over de Irakoorlog - uitgenodigd worden om te werken in het Amerikaanse State Department om mee te helpen met de beleidsplanning van de regering-Reagan, wat hij twee jaar deed (1981-1982) en nam onder andere deel aan een Amerikaanse delegatie voor een Egyptisch-Israëlische conferentie over Palestijnse autonomie. In 1983 ging hij terug voor RAND werken en schreef 6 jaar lang rapporten over o.a. de Sovjet-oorlog in Afghanistan (in 1980 was hij al eens naar Pakistan gegaan om te rapporteren) en Sovjet-beleid t.o.v. 'de Derde Wereld'. In 1987 werkte hij mee aan The Soviet Union and the Third World: The Last Three Decades en in 1989 ging hij terug bij de State Department als adjunct-directeur voor Europese politiek-militaire zaken. Maar hetzelfde jaar al zou hij op eigen initiatief weer vertrekken na de publicatie van zijn artikel 'The End of History?' om het boek The End of History and the Last Man te schrijven dat in 1992 werd gepubliceerd. Het artikel was gebaseerd op een lezing die Fukuyama eerder had gegeven op de Universiteit van Chicago (o.a. op initiatief van zijn voormalige prof Allan Bloom die ook een antwoord schreef op Fukuyama's artikel en het aanprees). In de jaren 90 zou hij twee andere boeken schrijven - Trust: The Social Virtues and the Creation of Prosperity (1995); The Great Disruption: Human Nature and the Reconstitution of Social Order (1999) - en verscheidene artikelen publiceren. Van 1995 tot 1996 werkte hij terug bij de RAND Corporation en in 1996 werd hij hoogleraar aan de George Mason-universiteit tot 2001. In 2002 schreef hij Our Posthuman Future: Consequences of the Biotechnology Revolution, waarin hij waarschuwt voor mogelijke gevaren van biotechnologie: hij is niet tegen biotechnologie an sich en de medische toepassingen zijn beloftevol, maar hij denkt dat "de problemen veel subtieler zijn en dat ze vermengd zijn met de goede dingen die het gaat brengen, en daarom is het [heel problematisch]." Een verandering of beter begrip van de menselijke natuur zou kunnen leiden tot nieuwe pogingen tot sociale controle waar utopistische revolutionairen van de 20ste eeuw hadden gefaald door hun onbegrip van die menselijke natuur (zo heeft Marx' communisme, volgens Fukuyama, "de natuurlijke neiging om verwanten en privé-eigendom te bevoordelen" niet meegerekend). Fukuyama was omwille van deze bezorgdheid lid geworden van de Presidentsraad over bio-ethiek (2001-2004) onder de regering-George W. Bush (waarmee hij het nochtans over buitenlands beleid sterk oneens was).
Fukuyama rekende zichzelf tot de neoconservatieven en verdedigde vaak conservatieve standpunten, zoals in het migratiedebat en buitenlands beleid als een van de ondertekenaars van het Project for the New American Century. Een jaar voor de Amerikaanse invasie van Irak in 2003 veranderde hij van standpunt en hij keurde de Irakoorlog vervolgens af en over de neoconservatieven spreekt hij in de derde persoon:
"Het neoconservatisme als politiek symbool en ideeëngoed, is geëvolueerd tot iets dat ik niet langer kan steunen (...)— F. Fukuyama: America at the Crossroads. Democracy, Power, and the Neoconservative Legacy (2006)
Deze breuk zorgde voor het einde van vriendschappelijke relaties met Paul D. Wolfowitz (vriend en collega sinds 1980') en Charles Krauthammer (die zijn The End of History and the Last Man nog 'Gewaagd, helder, schandalig briljant.' had genoemd). In een interview met de VPRO zei hij dat als hij zelf de "Marx" van deze beweging is, dat de regering-Bush dan "leninistisch" bezig is, zoals Ken Jowitt - Amerikaans journalist - het ook formuleerde:
"(...) heeft de regering Bush geconcludeerd dat Fukuyama's historisch tijdschema te laissez-faire is en bij lange na niet genoeg aandacht heeft voor de hefbomen van de historische verandering. De geschiedenis, zo heeft de regering Bush geconcludeerd, heeft doelbewuste organisatie, leiderschap en richting nodig. In deze ironie der ironieën heeft de identificatie door de regering-Bush van regimeverandering als cruciaal voor haar antiterreurbeleid en integraal onderdeel van haar verlangen naar een democratische, kapitalistische wereld geleid tot een actief "Leninistisch" buitenlands beleid in plaats van Fukuyama's passieve "Marxistische" sociale teleologie."
Hierover schreef hij in 2006 America at the Crossroads: Democracy, Power, and the Neoconservative Legacy (Amerikaanse editie)/After the Neo Cons: Where the Right went Wrong (Britse editie). Hij heeft zich sinds de 21ste eeuw beziggehouden met ontwikkelingssamenwerking en schreef daar veel over, zoals zijn boeken State-Building: Governance and World Order in the 21st Century (2004), Nation-Building: Beyond Afghanistan and Iraq (2006), Falling behind: explaining the development gap between Latin America and the United States (2008), The Origins of Political Order: From Prehuman Times to the French Revolution (2011) en Political Order and Political Decay: From the Industrial Revolution to the Globalisation of Democracy (2014) en zijn artikels, o.a. Social capital, civil society and development (2001), "Stateness" first (2005), The Post-Washington Consensus Development After the Crisis (2011) en Governance: What Do We Know, and How Do We Know It? (2016). Hij heeft zich ook met andere politieke onderwepen beziggehouden, o.a. islam in de 21ste eeuw, immigratie en verdedigingen van zijn 'einde van de geschiedenis'-these.
Fukuyama zit in de adviesraad van verschillende instellingen, zoals NED en Freedom House en leidt het ontwikkelingsprogramma Center on Democracy, Development and the Rule of Law van zijn Stanford-universiteit.

### Huidige wereldbeschouwing
In een interview in 2018 voor het Engelse tijdschrift The New Statesman zei Francis Fukuyama over de terugkeer van het socialisme in de Verenigde Staten en Groot-Brittannië:

"It all depends on what you mean by socialism. Ownership of the means of production – except in areas where it’s clearly called for, like public utilities – I don’t think that’s going to work. If you mean redistributive programmes that try to redress this big imbalance in both incomes and wealth that has emerged then, yes, I think not only can it come back, it ought to come back. This extended period, which started with Reagan and Thatcher, in which a certain set of ideas about the benefits of unregulated markets took hold, in many ways it’s had a disastrous effect. At this juncture, it seems to me that certain things Karl Marx said are turning out to be true. He talked about the crisis of overproduction… that workers would be impoverished and there would be insufficient demand."
Vertaling: Het hangt er helemaal van af van wat je bedoelt met socialisme. [Staats]Eigendom van de productiemiddelen, ik denk niet dat dat gaat werken, behalve op terreinen waar het echt noodzakelijk is, zoals nutsbedrijven. [Maar] Als je herverdelingsprogramma's bedoelt waarmee de ontstane grote onbalans in inkomen en rijkdom wordt geprobeerd te herstellen, ja dan denk ik dat het niet alleen terug kan komen, het zou ook terug moeten komen. De lange periode, die begon met Reagan en Thatcher, waarin bepaalde ideeën over de voordelen van niet-gereguleerde markten ingang vonden, heeft in veel opzichten een rampzalig effect gehad. Op dit moment lijkt het me dat bepaalde dingen die Karl Marx heeft gezegd waar blijken te zijn. Hij sprak over de crisis van de overproductie... dat arbeiders zouden verarmen en er onvoldoende vraag zou zijn.
— Interview in The New Statesman, 17 oktober 2018

Daarnaast steunt hij Oekraïne in het conflict tegen Rusland en gelooft dat Oekraïne kan/zal winnen en in het tijdschrift American Purpose - waar hij deel uitmaakt van de redactie - doet hij allerlei voorspellingen:
- Rusland stevent af op een regelrechte nederlaag in Oekraïne. De Russische planning was incompetent, gebaseerd op de onjuiste veronderstelling dat de Oekraïners Rusland gunstig gezind waren en dat hun leger onmiddellijk na een invasie zou instorten.
- De ineenstorting van hun positie zou plotseling en catastrofaal kunnen zijn, in plaats van langzaam te gebeuren via een uitputtingsslag.
- Er is geen diplomatieke oplossing voor de oorlog mogelijk voordat dit gebeurt. Er is geen denkbaar compromis dat voor zowel Rusland als Oekraïne aanvaardbaar zou zijn, gezien de verliezen die zij op dit moment hebben geleden.
- Poetin zal de nederlaag van zijn leger niet overleven. Hij krijgt steun omdat hij wordt gezien als een sterke man; wat heeft hij te bieden zodra hij incompetent blijkt en zijn dwangmatige macht wordt ontnomen?
- De invasie heeft al enorme schade toegebracht aan populisten overal ter wereld, die vóór de aanval eenstemmig hun sympathie voor Poetin uitspraken. Daartoe behoren Matteo Salvini, Jair Bolsonaro, Éric Zemmour, Marine Le Pen, Viktor Orbán en natuurlijk Donald Trump. De politiek van de oorlog heeft hun openlijk autoritaire neigingen blootgelegd.
- Turkse drones zullen steeds belangrijker worden op het slagveld.
- Een Russische nederlaag zal een "nieuwe geboorte van de vrijheid" mogelijk maken, en ons uit de put halen over de achteruitgang van de mondiale democratie. De geest van 1989 zal voortleven, dankzij een stel dappere Oekraïners.

In 2022 heeft Aleksandr Doegin nog een antwoord geformuleerd op ieder van Fukuyama's punten.
Fukuyama heeft ook het belang van nationale identiteit aangekaart, aangezien enkel de natiestaat de macht en legitimiteit heeft om liberale rechten af te dwingen. Hoewel een territoriaal beperkt nationalisme moeilijk lijkt overeen te stemmen met liberaal universalisme, tracht Fukuyama in Foreign Affairs deze paradox te overstijgen:
Het liberalisme, met zijn universalistische pretenties, staat misschien moeilijk naast een schijnbaar parochiaal nationalisme, maar de twee kunnen met elkaar worden verzoend. De doelstellingen van het liberalisme zijn volledig verenigbaar met een wereld verdeeld in natiestaten. . . . Liberale rechten zijn zinloos als ze niet door een staat kunnen worden afgedwongen ... De territoriale bevoegdheid van een staat komt noodzakelijkerwijs overeen met het gebied dat wordt bezet door de groep individuen die het sociaal contract hebben ondertekend. Mensen die buiten die jurisdictie wonen, moeten hun rechten door die staat laten respecteren, maar niet noodzakelijkerwijs afdwingen. . . . De noodzaak van internationale samenwerking bij de aanpak van problemen zoals de klimaatopwarming en pandemieën is nog nooit zo duidelijk geweest. Maar één bepaalde vorm van macht, het vermogen om regels af te dwingen door te dreigen met of daadwerkelijk gebruik te maken van geweld, blijft onder controle van natiestaten. . . . De uiteindelijke macht, met andere woorden, blijft de bevoegdheid van natiestaten, wat betekent dat de controle van de macht op dit niveau van cruciaal belang blijft. . . . . Er is dus geen noodzakelijke tegenstelling tussen liberaal universalisme en de noodzaak van natiestaten. De normatieve waarde van mensenrechten mag dan universeel zijn, handhavingsbevoegdheid is dat niet; het is een schaars goed dat noodzakelijkerwijs op een territoriaal afgebakende manier wordt toegepast.— A Country of Their Own:
Liberalism Needs the Nation, Francis Fukuyama
Hij is erg kritisch voor de 45ste President van de Verenigde Staten Donald Trump en voor de Republikeinse Partij. Hij zegt dat liberale democraten de problemen van Trump-aanhangers serieus moeten nemen en dat een inclusieve nationale identiteit moet worden opgebouwd.

## Werk

### Het einde van de geschiedenis
In zijn bekendste boek The End of history and the Last Man (Het einde van de geschiedenis en de laatste mens) verdedigt Fukuyama de stelling dat het einde van de Koude Oorlog meteen ook het het eindpunt van de ideologische ontwikkeling van de mensheid zal zijn en dat daarbij de westerse liberale democratie de ultieme vorm openbaar bestuur zal blijken te zijn.
Het werk bestaat uit twee delen: een 'empirisch' en een 'normatief' deel. Fukuyama beweert dat "de overwinning van het liberalisme vooral heeft plaatsgevonden in het rijk van de ideeën of het bewustzijn en nog onvolledig is in de echte of materiële wereld. Maar er zijn krachtige redenen om te geloven dat het het ideaal is dat op de lange termijn de materiële wereld zal regeren." Daarmee zegt hij dat 'het einde van de geschiedenis' eerder een normatieve dan empirische vaststelling is. "Het normatieve oordeel is kritisch afhankelijk van empirisch bewijs met betrekking tot, bijvoorbeeld, de werkbaarheid van kapitalistische en socialistische economische systemen, maar berust uiteindelijk op supra-empirische gronden." In het eerste deel poogt Francis Fukuyama aan te tonen dat een hegeliaans concept van 'geschiedenis' "als een coherente, gerichte evolutie van menselijke samenlevingen als geheel" bestaat door te wijzen op economische ontwikkeling op basis van natuurwetenschappelijke vooruitgang. Volgens Fukuyama is dat echter onvoldoende om de verspreiding van liberale democratieën en vrije markten te verwachten, aangezien het "niet meer doet dan ons hoop geven dat de wereldgeschiedenis een progressief karakter heeft, en niet het normatieve geval bewijst." Daarvoor is, volgens hem, het platoonse concept van thymos nodig, het deel van de ziel dat volgens de Oudgriekse filosoof mensen aanzette om waarde toe te kennen aan anderen en zichzelf. Fukuyama verbindt dit met Hegels concept van een "strijd voor erkenning" en beweert dat dit de basis is voor het succes van de liberaal-democratische ideologie. "We kunnen de totaliteit van het revolutionaire fenomeen [i.e. de val van het communisme] niet begrijpen als we de werking van de thymotische woede en de vraag naar erkenning die gepaard ging met de economische crisis van het communisme, niet op waarde schatten."
Daarnaast probeert hij de verschillende vormen van kritiek te weerleggen die filosofen als Nietzsche, Marx en Rousseau hebben geuit op de liberale vrije-markt-democratie. Volgens Fukuyama hebben Nietzsche en Heidegger de "normatieve basis van de moderne liberale democratie inderdaad in gevaar gebracht door de filosofische 'crisis van de moderniteit'" en heeft postmoderne filosofie een bijzonder negatieve invloed gehad op de verdediging van het maatschappijmodel. Hij zegt daarbij dat deze "aporie, het meest serieus besproken in het Strauss-Kojève-debat, de centrale intellectuele kwestie van onze tijd is." Fukuyama baseert zich namelijk op de ideeën van de filosoof Alexandre Kojève. Opvallend is dat Kojève een heel andere visie op het werk van Hegel heeft dan Karl Popper. Karl Popper noemt in zijn werk The Open Society and Its Enemies (1945) Hegel samen met Marx en Plato als een vijand van de open samenleving. Alexandre Kojève ziet Hegel juist als een voorstander van de liberale (open) samenleving.

### De oorsprong van onze politiek 1: Van de prehistorie tot de Verlichting
Professor Fukuyama draagt het boek op aan zijn overleden oudprofessor Samuel Huntington. In het voorwoord geeft Fukuyama aan dat hij De oorsprong van onze politiek schreef om verder te bouwen op Huntingtons werk Political Order in Changing Societies uit 1968 en fundamentele nieuwe inzichten te integreren. Daarnaast heeft Fukuyama belangstelling voor de problemen van failed states, waar de internationale gemeenschap veel moeilijkheden heeft ondervonden om daar moderne natiestaten te ontwikkelen. 
De antwoorden op veel van deze vragen zijn niet te vinden in Political Order in Changing Societies; en een nieuwe blik op Huntingtons thematiek vraagt om een uitgebreide verheldering van deze onderwerpen.

Vandaar dit boek, over de historische achtergronden van instellingen, maar ook over het proces van politiek verval.
Het boek behandelt de ontwikkeling van instellingen van "voormenselijke tijden tot aan de vooravond van de Franse en Amerikaanse Revolutie." Dit boek is ondergebracht in vijf delen:
- Deel 1: Vóór de staat - In dit onderdeel behandelt Fukuyama thema's te maken met menselijke natuur, tribale samenlevingen en de allervroegste staatsvorming. Hiervoor gebruikt hij ook vele inzichten uit de primatologie over het politiek gedrag van chimpansees. De essentie bestaat erin dat intuïtief menselijk sociaal gedrag, gericht op het bevoordelen van genetisch verwanten en wederkerig altruïsme, in contrast staat met moderne sociale en politieke organisatie, waar professionele en meritocratische standaarden gelden. Premoderne politieke entiteiten stoelden hun macht meestal op patrimonialisme, waarbij persoonlijke relaties en genetische verwantschap een cruciale rol speelden.
- Deel 2: Staatsvorming - In dit onderdeel schetst Fukuyama de vroege staatsvorming en het gevaar van herpatrimonialisering. Daarvoor kijkt hij in de eerste plaats naar het Oude China, dat zich in 221 v.C. verenigde onder keizer Huangdi van de Qin-dynastie. Door intense militaire territoriale competitie tussen de verscheidene Chinese politieke entiteiten vanaf de 8ste eeuw v.C. trad er staatsvorming op - met een dalend aantal staten en uiteindelijk één grootschalige staat tot gevolg - en bestuurlijke professionalisering, zoals Charles Tilly ook vaststelde in vroegmodern Europa. Deze Chinese staatsvorming contrasteert met de ontwikkeling in het premoderne India, waar slechts weinig centralisering en eenmaking was en waar politieke heersers meer sociale oppositie ondervonden; Fukuyama stelt dat de positie van het hindoeïsme, dat de maatschappij verdeelt in een sociaal-hiërarchisch kastenstelsel waar de religieuze kaste - brahmanen - boven de politiek-militaire kaste staat - ook wel de kshatriya's. Het hindoeïsme en het Indische kastenstelsel introduceerde eerst een rechtsorde vooraleer een staat zich kon ontwikkelen. Dit verklaart, volgens Fukuyama, mede waarom het moderne India een democratie met een sterk rechtssysteem is, maar met vaak weinig effectief bestuur; terwijl het moderne China vaak doortastende bestuursmaatregelen kan treffen, maar evenzeer tyranniek kan optreden. Vervolgens wendt Fukuyama zich tot de islamwereld en vooral de Ottomanen, die een professioneel leger en bestuur trachtten te organiseren rond de institutie van de devshirme, waarbij christelijke kinderen uit de Balkan als slaven geronseld afgezonderd werden van hun familie om al vanaf jonge leeftijd opgeleid te worden binnen de Ottomaanse staat. Een groot deel van de Ottomaanse elite was zo afkomstig uit het devshirmesysteem. De devshirme-gangers - waaronder de janitsaren, de militairen uit het systeem - behoorden op deze manier volledig loyaal te zijn aan de Ottomaanse sultan, aangezien zij geen familiale belangen konden verdedigen en oorspronkelijk hun titel niet konden doorgeven aan nakomelingen. Zodra in de 16de en 17de eeuw de janitsaren steeds meer rechten voor hun nakomelingen verworven, raakte het systeem meer in diskrediet, en begin 18de eeuw werd het afgeschaft. Militaire en bestuurlijke slavernij had een beperkt succes op lange termijn. In een laatste hoofdstuk bekijkt Fukuyama hoe de Katholieke Kerk in de middeleeuwen voorschriften invoerde die de positie van grote verwantschapsstructuren ondermijnden bij de Germaanse stammen die het voormalige West-Romeinse rijk overnamen en middeleeuwse West-Europeanen. In de vroege middeleeuwen legde de Katholieke Kerk verboden op op bepaalde huwelijkspraktijken, zoals huwelijken tussen neven en nichten. Zulke huwelijkspraktijken hadden de bedoeling onroerend bezit binnen de familie te behouden; als de Kerk dit tegenhield, kon ze dus zelf meer schenkingen verwerven van bijvoorbeeld kinderloze weduwen die niet binnen dezelfde familiegroep konden hertrouwen. Cruciaal was ook het wettelijke recht van vrouwen om onroerend goed te bezitten en van de hand te doen. Al dit zorgde ervoor dat het vermogen van een patrilineair-georganiseerde familie - i.e. een familie die haar afkomst langs mannelijke lijn traceert - om goederen te beheren ondermijnd werd en daarmee het sociale systeem van sterke verwantschapsstructuren onderuit werd gehaald. West-Europese christenen, en vooral Engelsen, waren op deze manier al sinds de middeleeuwen individualistischer ingesteld dan andere wereldregio's waar verwantschap een belangrijkere rol bleef/blijft spelen. Omwille hiervan stelt Fukuyama dat "sociale ontwikkeling [in Europa] vooraf[ging] aan politieke ontwikkeling."[95]
- Deel 3: De rechtsorde[96]
- Deel 4: De verantwoordelijke overheid[97]
- Deel 5: Naar een theorie over de ontwikkeling van de politiek[98]

## Boeken
- The End of History and the Last Man (1992)
- Trust: The Social Virtues and the Creation of Prosperity (1995)
- The Great Disruption: Human Nature and the Reconstitution of Social Order (1999)
- Our Posthuman Future: Consequences of the Biotechnology Revolution (2002)
- State-Building: Governance and World Order in the 21st Century (2004)
- America at the Crossroads: Democracy, Power, and the Neoconservative Legacy (Amerikaanse editie); After the Neo Cons: Where the Right went Wrong (Britse editie) (2006)
- The Origins of Political Order: From Prehuman Times to the French Revolution (2011) ISBN 9781847652812
- Political Order and Political Decay: From the Industrial Revolution to the Globalisation of Democracy (2014)
- Identity: Contemporary Identity Politics and the Struggle for Recognition (2018) ISBN 9781781259801
- Liberalism and Its Discontents (2022) ISBN 9781800810082

## Nederlandse vertalingen
- Het einde van de geschiedenis en de laatste mens
- Welvaart: De grondslagen van het economisch handelen
- De Grote Scheuring
- De Nieuwe Mens
- Het bouwen van een staat: De wereldorde in de 21ste eeuw
- Na Het Neoconservatisme
- De oorsprong van onze politiek 1: Van de prehistorie tot de Verlichting
- De oorsprong van onze politiek 2: Orde en verval
- Identiteit: Waardigheid, ressentiment en identiteitspolitiek (2019)
- Het liberalisme en zijn schaduwzijden - verdediging van een klassiek ideaal (2022)

## Prijzen en eredoctoraten
| Eredoctoraten |
| - Connecticut College, New Londen, Connecticut, VS (1995) - Doane College, Crete, Nebraska, VS (2001) - Doshisha-universiteit, Kyoto, Japan (2007) - Kansai-universiteit, Suita, Japan (2009) - Aarhus-universiteit, Aarhus, Denemarken (2011) - Pardee Rand Graduate School, Santa Monica, Californië, VS (2012) |
| Prijzen |
| - Centennial Medal, Harvard Graduate School of Arts and Sciences (2016) - Johan Skytte-prijs in politieke wetenschap (2015) - Estoril Global Issues-boekenprijs (2015) - Democracy Service Medal, National Endowment for Democracy (2010) - Max M. Fisher-leraarsprijs, Johns Hopkins School of Advanced International Studies (2010) - Oprichtersprijs, Johns Hopkins School of Advanced International Studies (2010) - Premio Capri-prijs voor de Italiaanse vertaling van Het einde van de geschiedenis en de laatste mens (juni 1992) - Los Angeles Times' Book Critics-prijs binnen de 'Current Interest'-categorie voor Het einde van de geschiedenis en de laatste mens (november 1992) - Presidentiële medaille van de Italiaanse Republiek (oktober 1993) - Excellence 2000-prijs van de US Pan Asian-American Chamber of Commerce (mei 1995) - Graduaatsonderzoeker, National Security Program, Center for International Affairs, Harvard-university (1979) - Graduaatsonderzoeker, Center for Science and International Affairs, Harvard-university (1978-1979) |

## Publicaties

### Boeken en monografieën
- Moscow's Post-Brezhnev Reassessment of the Third World, 1986.
- The Soviet Union and the Third World: The Last Three Decades, redacteur samen met Andrzej Korbonski, 1987.
- Soviet Civil-Military Relations and the Power Projection Mission,1987.
- Gorbachev and the New Soviet Agenda in the Third World, 1989.
- The End of History and the Last Man, 1992.
- The US-Japan Security Relationship Aftern the Cold War, samen met Kongdan Oh, 1993.
- Trust: The Social Virtues and the Creation of Prosperity, 1995.
- The Virtual Corporation and Army Organization, samen met Abram Shulsky, 1997.
- The End of Order, 1997.
- The Great Disruption: Human Nature and the Reconstitution of Social Order, 1999.
- Information and Biological Revolutions: Global Governance Challenges— Summary of a Study Group, redacteur samen met Caroline S. Wagner, 1999.
- Our Posthuman Future: Consequences of the Biotechnology Revolution, 2002.
- State-Building: Governance and World Order in the 21st Century, 2004.
- Nation-Building: Beyond Afghanistan and Iraq, redacteur, 2006.
- America at the Crossroads: Democracy, Power, and the Neoconservative Legacy, 2006.
- Beyond Bioethics: A Proposal for Modernizing the Regulation of Human Biotechnologies, 2006.
- Voorwoord in Samuel P. Huntington, Political Order in Changing Societies, 2006.
- Blindside: How to Anticipate Forcing Events and Wild Cards in Global Politics, redacteur, 2007.
- East Asian Multilateralism: Prospects for Regional Stability, redacteur samen met Kent E. Calder, 2008.
- Falling Behind: Explaining the Development Gap between the United States and Latin America, redacteur, 2008.
- New Ideas in Development After the Financial Crisis, redacteur samen met Nancy Birdsall, 2011.
- The Origins of Political Order: From Prehuman Times to the French Revolution, 2011.
- Poverty, Inequality, and Democracy, redacteur samen met Larry Diamond en Marc Plattner, 2012.
- Political Order and Political Decay: From the Industrial Revolution to the Globalization of Democracy, 2014.
- Identity: The Demand for Dignity and the Politics of Resentment, 2018.
- Report of the Working Group on Platform Scale, Stanford University Program on Democracy and the Internet, 2020.
- Liberalism and Its Discontents, 2022.

#### Bijdrages in redactiebundels
- "Pakistan Since the Soviet Invasion of Afghanistan", in U.S. Strategic Interests in Southwest Asia, 1982.
- “New Directions for Soviet Middle East Policy: Implications for the Atlantic Alliance”, in The Middle East and the Western Alliance, 1982.
- “Escalation in the Middle East and Persian Gulf”, in Hawks, Doves, and Owls, 1985.
- “The New Marxist Leninist States and Internal Conflict in the Third World”, in Third World Marxist-Leninist Regimes: Strengths, Vulnerabilities, and U.S. Policy, 1985.
- “Soviet Experience with Cooperative Forces”, in Developing Cooperative Forces in the Third World,1986.
- “U.S.-Soviet Interactions in the Third World”, in U.S.- Soviet Relations: The Next Phase,1986.
- “Military Aspects of the U.S.-Soviet Competition in the Third World”, in East-West Tensions in the Third World, 1986.
- “A Systematic Soviet Strategy for the Third World?”, in The Red Orchestra, 1986.
- “Soviet Military Power in the Middle East; or, Whatever Became of Power Projection?”, in The Soviet-American Competition in the Middle East, 1987.
- “The Political Character of the Overseas Empire", in The Future of the Soviet Empire, 1987.
- "Soviet Strategy in the Third World", in The Soviet Union and the Third World: The Last Three Decades, 1987.
- “Discord or Cooperation in the Third World?” in Coping with Gorbachev's Soviet Union, 1988.
- “Reflections on 'The End of History' Five Years Later", in After History: Francis Fukuyama and His Critics, 1994.
- “Immigration", in The New Promise of American Life, 1995.
- “On the Possibility of Writing a Universal History", in History and the Idea of Progress, 1995.
- “The Politics of Women", in Predictions: 30 Great Minds on the Future, 1999.
- “Military Organization in the Information Age: Lessons from the World of Business”, samen met A. N. Shulsky, in The Changing Role of Information Warfare, 1999.
- “Asian Values, Korean Values, and Democratic Consolidation", in Institutional Reform and Democratic Consolidation in Korea, 2000.
- “Der unprogrammierte Unmensch”, in Die Gegenwart der Zukunft, 2000.
- “Social Capital”, in Culture Matters, 2000.
- “The Limits of Liberal Democracy”, in The Oxford Companion to Politics of the World, 2001.
- “Culture and Economic Development”, in International Encyclopedia of the Social and Behavioral Sciences, 2001.
- “Comparing East Asia and Latin America: Dimensions of Development”, samen met Sanjay Marwah, in Emerging Market Democracies: East Asia and Latin America, 2002.
- “Does ‘the West’ Still Exist?” in Beyond Paradise and Power: Europe, America, and the Future of a Troubled Partnership, 2004.
- “Economic, Political, and Cultural Consequences of Changes in Generational Relations”, in Intergenerational Solidarity, Welfare and Human Ecology, 2005.
- “Fighting the War on Terrorism”, in Uniting America: Restoring the Vital Center to American Democracy, 2005.
- “Still Disenchanted? The Modernity of Postindustrial Capitalism”, in The Economic Sociology of Capitalism, 2005.
- "Introduction", in Nation-Building: Beyond Afghanistan and Iraq, 2006.
- "Nation-building and the failure of institutional memory", in Nation-Building: Beyond Afghanistan and Iraq, 2006.
- "Conclusion: Guidelines for Future Nation-Builders", in Nation-Building: Beyond Afghanistan and Iraq, 2006.
- “Development and the Limits of Institutional Design”, in Political Institutions and Development: Failed Expectations and Renewed Hopes, 2007.
- “Soft Talk, Big Stick”, in To Lead the World: American Strategy After the Bush Doctrine, 2008.
- “Challenges to World Order after September 11”, in Imbalance of Power: US Hegemony and International Order, 2009.
- "International Institutional Transfer", in The Princeton Encyclopedia of the World Economy, 2009.
- “Reconceptualizing Democracies and Empowering Them to Deliver”, in Democracy in U.S. Security Strategy: From Promotion to Support, 2009.
- “National Identity, American and Otherwise”, in Narrating Peoplehood amidst Diversity: Historical and Theoretical Perspectives, 2011.
- “Agency or Inevitability: Will Human Beings Control Their Technological Future?”, in The Posthuman Condition, 2012.
- "Democracy: Should All Nations Be Encouraged to Promote Democratization: Yes", samen met Michael McFaul, in Controversies in Globalization: Contending Approaches to International Relations, 2012.
- "The Patterns of History", in Democracy in East Asia: A New Century, 2013.
- "Nation-Building and State Building", in Building the Nation: N.F.S. Grundtvig and Danish National Identity, 2015.
- “What is Corruption?”, in Against Corruption, met voorwoord van David Cameron, 2016.
- “Civil Society and Political Society”, in Jean Bethke Elshtain: Politics, Ethics, and Society, 2018.
- “Beyond Measurement: What is Needed for Effective Governance and Anti-Corruption Reforms”, samen met Francesca Recanatini, in Governance Indicators: Approaches, Progress, Promise, 2018.
- "The Intrinsic Functions of Government", in Public Service and Good Governance for the 21st Century, 2020.
- "Comparative Media Regulation in the United States and Europe", samen met Andy Grotto, in Social Media and Democracy: The State of the Field and Prospects for Reform, 2020.
- “Why National Identity Matters", in National Identity and Social Cohesion, 2021.
- “Corruption, Elites, and Power: An Overview of International Policy Efforts to Improve the Quality of Government”, samen met Francesca Recanatini, in The Oxford Handbook of The Quality of Government, 2021.

### Onderzoeksartikels
- “Egypt and Israel After Camp David”, samen met Steven J. Rosen, Current History, 1979.
- "The Soviet Threat to the Persian Gulf", RAND Corporation P-6596,1981.
- “A New Soviet Strategy”, Commentary, 1979.
- “Nuclear Shadowboxing: Soviet Intervention Threats in the Middle East", Orbis, 1981.
- "The Soviet Union and Iraq Since 1968", RAND Corporation N-1524-AF, 1980.
- "The Future of the Soviet Role in Afghanistan: A Trip Report", RAND Corporation N-1579-RC, 1980.
- "The Security of Pakistan: A Trip Report", RAND Corporation N-1584-RC, 1980.
- “The USSR and the Middle East", samen met A.S. Becker, Middle East Contemporary Survey, 1981.
- “The Rise and Fall of the Marxist-Leninist Vanguard Party", Survey, 1985.
- “Gorbachev and the Third World", Foreign Affairs, 1986.
- “Asia in a Global War", Comparative Strategy, 1987.
- “The Cycles of Soviet Third World Policy”, Problems of Communism, 1987.
- “The End of History?”, The National Interest, 1989.
- “A Reply to My Critics”, The National Interest, 1989.
- “The Next South Africa”, The National Interest, 1991.
- “Liberal Democracy as a Global Phenomenon”, Political Science, 1991.
- “Democratization and International Security”, Adelphi Papers, 1991.
- “Capitalism and Democracy: The Missing Link", Journal of Democracy, 1992.
- “The Beginning of Foreign Policy", The New Republic, 1992.
- “Neyasnost' Natsional'nogo Interessa ("Dubbelzinnigheid van nationaal belang")", Nezavisimaya Gazeta (Moskou), 1992.
- “The Modernizing Imperative", The National Interest, 1993.
- “Immigrants and Family Values", Commentary, 1993.
- “Great Planes", The New Republic, 1993.
- “Against the New Pessimism", Commentary, 1994.
- “Die Zukunft des Krieges” (“De toekomst van oorlog”)", Frankfurter Allgemeine Magazin, 1994.
- “The Primacy of Culture", Journal of Democracy, 1995.
- “Confucianism and Democracy", Journal of Democracy, 1995.
- “Virtue and Prosperity", National Interest, 1995.
- “Social Capital and the Global Economy", Foreign Affairs, 1995.
- “Trust Still Counts in a Virtual World", Forbes ASAP, 1996.
- “The Illusion of Exceptionalism", Journal of Democracy, 1997.
- "Is It All In the Genes?", Commentary, 1997.
- “Asian Values and the Asian Crisis", Commentary, 1998.
- "Falling Tide: Global Trends and US Civil Society", Harvard International Review, 1997.
- "Response to Sebastian Mallaby", The National Interest, 1998.
- “Women and the Evolution of World Politics", Foreign Affairs, 1998.
- “The Great Disruption: Human Nature and the Reconstitution of Social Order", The Atlantic Monthly, 1999.
- “Second Thoughts: The Last Man in a Bottle", The National Interest, 1999.
- “Asian Values and the Current Crisis", Development Outreach, 1999.
- “How to Remoralize America", The Wilson Quarterly, 1999.
- “Asian Values in the Wake of the Asian Crisis", The Review of Korean Studies, 1999.
- “The March of Equality", Journal of Democracy, 2000.
- “Social Capital and Civil Society", IMF Working Paper WP/00/74, 2000.
- “Don’t Do It, Britannia", Prospect, 2000.
- “Comparing East Asia and Latin America: Dimensions of Development”, samen met Sanjay Marwah, Journal of Democracy, October 2000.

- "Social Capital, Civil Society, and Development", Third World Quarterly, 2001.
- “Natural Rights and Human History", The National Interest, 2001.
- “Differing Disciplinary Perspectives on the Origins of Trust", Boston University Law Review, 2001.
- “How to Regulate Science", The Public Interest, 2002.
- “Life, but Not as We Know It", New Scientist, 2002.
- "Gene Regime", Foreign Policy, 2002.
- “The Ground and Nature of Human Rights”, samen met William Schulz and Robin Fox, The National Interest, 2002.
- "In Defense of Nature, Human and Non-Human", World Watch Magazine, 2002: 30-32.
- “Holes in Our Gene Policy", Bloomberg Personal Finance, 2002.
- "Can Any Good Come of Radical Islam?", samen met Nadav Samin, Commentary, 2002.
- "Social Capital and Development: The Coming Agenda", SAIS Review, 2002.
- “Has History Restarted Since September 11?”, Centre for Independent Studies, 2002.
- “Nation-Building 101", The Atlantic Monthly, 2004.
- "The Imperative of State-Building", Journal of Democracy, 2004.
- “The Neoconservative Moment", The National Interest, 2004.
- “Transhumanism", Foreign Policy, 2004.
- “Why There is No Science of Public Administration", Journal of International Affairs, 2004.
- “Re-Envisioning Asia", Foreign Affairs, 2005.
- “‘Stateness’ First", Journal of Democracy, 2005.
- “Facing the Perils of Presidentialism?”, samen met Björn Dressel and Boo-Seung Chang, Journal of Democracy, 2005.
- “Human Biomedicine and the Problem of Governance", Perspectives in Biology and Medicine, 2005.
- “Identity, Immigration, and Liberal Democracy”, Journal of Democracy, 2006.
- “Liberalism versus State-Building", Journal of Democracy, 2007.
- “A Proposal for Modernizing the Regulation of Human Biotechnologies”, samen met Franco Furger, Hastings Center Report, 2007.
- “Identity and Migration", Prospect, 2007.
- "A Quiet Revolution", recensieartikel over Michael Reid, Forgotten Continent: The Battle for Latin America's Soul (2007), Foreign Affairs, 2007.
- "Should Democracy be Promoted or Demoted?", samen met Michael McFaul, Washington Quarterly, 2007.
- "The New Nationalism and the Strategic Architecture of Northeast Asia", Asia Policy, 2007.
- "The Latin American Experience", Journal of Democracy, 2008.
- “State-Building in Solomon Islands", Pacific Economic Bulletin, 2008.
- “What Were They Thinking", samen met Seth Colby, The American Interest, 2009.
- “Transitions to the Rule of Law", Journal of Democracy, 2010.
- “Development Strategies: Integrating Governance and Growth", samen met Brian Levy, World Bank Policy Research Working Paper No. 5196, 2010.
- "Left Out", The American Interest, 2011.
- “The Post-Washington Consensus", samen met Nancy Birdsall, Foreign Affairs, 2011.
- "Political Order in Egypt", The American Interest, 2011: 6-13.
- “Dealing with Inequality", Journal of Democracy, 2011.
- "American Political Dysfunction", The American Interest, 2011.
- "Is There a Proper Sequence in Democratic Transitions?", Current History, 2011.
- "The Future of History", Foreign Affairs, 2012.
- "The Patterns of History", Journal of Democracy, 2012.
- "What Is Governance?" Governance, 2013.
- “Democracy and the Quality of the State", Journal of Democracy, 2013.
- “America in Decay: The Sources of Political Dysfunction", Foreign Affairs, 2014.
- “Building Better Governments", The American Interest, 2014.
- "States and Democracy", Democratization, 2014.
- “Why Is Democracy Performing So Poorly?”, Journal of Democracy, 2015.
- "Comment on Jørgen Møller: The Importance of Equality", Journal of Democracy, 2015.
- “Fuss Budgeting", The American Interest, 2015.
- “Our Peculiar Reform Challenge”, samen met Bruce Cain, The American Interest, 2015.
- “A More Systematic Approach to Biological Risk", samen met Megan Palmer and David Relman, Science, 2015.
- “Reflections on Chinese Governance", Journal of Chinese Governance, 2016.
- "Governance: What Do We Know, and How Do We Know It?”, Annual Review of Political Science, 2016: 89-105.
- “Macro Theory and the Study of Political Development", Scandinavian Political Studies, 2016.
- “Too Much Law and Too Little Infrastructure", The American Interest, 2016.
- “American Political Decay or Renewal? The Meaning of the 2016 Election", Foreign Affairs, 58-68.
- “The Last English Civil War", Daedalus, 2018: 15:24.
- "The Populist Surge", The American Interest, 2018: 16-18.
- “Against Identity Politics", Foreign Affairs, 2018: 90-115.
- “Why National Identity Matters", Journal of Democracy, 2018: 5-15.
- "30 Years of World Politics: What Has Changed?" Journal of Democracy, 2020: 11-21.
- “What Would a Second Trump Term Do to the Federal Bureaucracy?”, Washington Monthly, 2020.
- “The Wages of American Political Decay", The American Interest, 2020.
- “What Kind of Regime Does China Have?”, The American Interest, 2020.
- “The Pandemic and Political Order", Foreign Affairs, 2020.
- "Responding to COVID-19 Through Surveys of Public Servants", samen met Christian Schuster, Lauren Weitzman, Kim Sass Mikkelsen, Jan Meyer-Sehling, Katherine Bersch, Dinsha Mistree, Patricia Paskov, Daniel Rogger, en Kerenssa Kay, Public Administration Review, 2020: 792-796.
- “Liberalism and Its Discontents", American Purpose, 2020.
- “The Stakes in the Coming Election", American Purpose, 2020.
- “How to Save Democracy from Technology: Ending Big Tech’s Information Monopoly", samen met Barak Richman en Ashish Goel, Foreign Affairs, 2021.
- "Rotten to the Core? How America's Political Decay Accelerated During the Trump Era", Foreign Affairs, 2021.
- “Making the Internet Safe for Democracy", Journal of Democracy, 2021.
- “The Future of Platform Power: Solving for a Moving Target", Journal of Democracy 32, 2021.
- “A Country of Their Own: Liberalism Needs the Nation", Foreign Affairs, 2022.
- “The Obsolescing Bargain Crosses the Belt and Road Initiative: Renegotiations on BRI Projects", Oxford Review of Economic Policy, 2022.
- “Response to the Polity Collection", Polity, 2022.
- “The Global Survey of Public Servants: Evidence from 1,300,000 Public Servants in 1,300 Government Institutions in 23 Countries", samen met Christian Schuster, Kim Sass Mikkelsen, Daniel Rogger, Zahid Hasnain, Dinsha Mistree, Jan Meyer-Sehling, Katherine Bersch, en Kerenssa Kay, Public Administration Review, 2023.
- “Russia Is Winning in Georgia: America Needs to Get Tough on Tbilisi”, samen met Nino Evgenidze, Foreign Affairs, 2023.
- “Defining Bureaucratic Autonomy”, samen met Katherine Bersch, Annual Review of Political Science, 2023.
- “China’s Road to Ruin: The Real Toll of Beijing’s Belt and Road”, samen met Michael Bennon, Foreign Affairs, 2023.
- “In Defense of the Deep State", Asia Pacific Journal of Public Administration, 2023.
- “Response to the Global Perspectives Reviews of Liberalism and Its Discontents", Global Perspectives, 2023.

- Bibsys: 90204210
- Biblioteca Nacional de Chile: 000173345
- Biblioteca Nacional de España: XX889990
- Bibliothèque nationale de France: cb12200505w (data)
- Catàleg d'autoritats de noms i títols de Catalunya: 981058520089206706
- CiNii: DA02275633
- Gemeinsame Normdatei: 119203685
- International Standard Name Identifier: 0000 0000 8850 668X
- Library of Congress Control Number: n82104032
- Nationale Bibliotheek van Letland: 000043223
- MusicBrainz: cb4d890a-8255-47a8-b819-fee5aa525336
- National Archives and Records Administration: 10570351
- Bibliotheek van het Japanse parlement: 00466809
- Nationale Bibliotheek van Tsjechië: xx0004051
- Nationale bibliotheek van Australië: 36522914
- Nationale Bibliotheek van Israël: 987007261308305171
- Nationale Bibliotheek van Polen: a0000001178883
- Nationale en Universitaire bibliotheek Zagreb: 000010379
- Nederlandse Thesaurus van Auteursnamen: 073230650
- Istituto Centrale per il Catalogo Unico: RAVV072353
- Système universitaire de documentation: 030627087
- Trove: 1271189
- Virtual International Authority File: 128751167
- WorldCat: E39PBJwmYQb78YphhhdyV8Jbh3